# Виллы Палладио
Палладианские виллы Венето — виллы, спроектированные архитектором эпохи Возрождения Андреа Палладио, все здания которого были построены в Венето, материковом регионе северо-восточной Италии, находившемся тогда под политическим контролем Венецианской республики. Большинство вилл внесено в список ЮНЕСКО как часть Всемирного наследия под названием «Город Виченца и палладианские виллы Венето».
Термин вилла использовался для описания загородного дома. Часто богатые семьи в Венето также имели дом в городе под названием палаццо. В большинстве случаев владельцы называли свои палаццо и виллы фамилией семьи, поэтому существуют одновременно и Палаццо Кьерикати в Виченце, и Вилла Кьерикати в сельской местности; точно так же есть Ка Фоскари в Венеции и Вилла Фоскари в сельской местности. Несколько сбивает с толку тот факт, что существует несколько Вилл Пизани, в том числе две работы Палладио.
В 1994 году ЮНЕСКО включила виллы в Список объектов всемирного наследия. Сначала этот объект всемирного наследия назывался «Виченца, город Палладио», и в него были включены только здания в непосредственной близости от Виченцы. На первоначальном участке были представлены различные типы зданий, в том числе Олимпийский театр, несколько палаццо и несколько вилл. Однако большая часть уцелевших вилл Палладио находилась за пределами этого места, поэтому в 1996 году территория объекта всемирного наследия была расширена, а его название было изменено на «Город Виченца и палладианские виллы Венето». Нынешнее название отражает тот факт, что объект включает в себя виллы, спроектированные Палладио по всему Венето.

### Архитектура
К 1550 году Палладио создал целую группу вилл, размеры и убранство которых можно рассматривать как близко соответствующие богатству и социальному положению владельцев.

## Список
В список Всемирного наследия входят следующие виллы:
| #       | Название                                     | Расположение            | Провинция | Фото | Координаты                      |
| ------- | -------------------------------------------- | ----------------------- | --------- | ---- | ------------------------------- |
| 712-001 | Город Виченца и палладианские виллы в Венето | Виченца                 | Виченца   |      | 45°32′57″ с. ш. 11°32′58″ в. д. |
| 712-002 | Вилла Триссино                               | Виченца                 | Виченца   |      | 45°33′55″ с. ш. 11°32′49″ в. д. |
| 712-003 | Вилла Гаццотти                               | Виченца                 | Виченца   |      | 45°33′13″ с. ш. 11°34′30″ в. д. |
| 712-004 | Вилла Ротонда                                | Виченца                 | Виченца   |      | 45°31′54″ с. ш. 11°33′36″ в. д. |
| 712-005 | Вилла Ангарано                               | Бассано-дель-Граппа     | Виченца   |      | 45°46′50″ с. ш. 11°43′25″ в. д. |
| 712-006 | Вилла Кальдоньо                              | Кальдоньо               | Виченца   |      | 45°36′26″ с. ш. 11°30′24″ в. д. |
| 712-007 | Вилла Кьерикати                              | Грумоло-делле-Аббадессе | Виченца   |      | 45°30′16″ с. ш. 11°39′12″ в. д. |
| 712-008 | Вилла Форни-Черато                           | Монтеккьо-Прекальчино   | Виченца   |      | 45°39′11″ с. ш. 11°33′40″ в. д. |
| 712-009 | Вилла Годи                                   | Луго-ди-Виченца         | Виченца   |      | 45°44′44″ с. ш. 11°31′43″ в. д. |
| 712-010 | Вилла Пизани (Баньоло)                       | Лониго                  | Виченца   |      | 45°21′31″ с. ш. 11°22′10″ в. д. |
| 712-011 | Вилла Пойана                                 | Пойана-Маджоре          | Виченца   |      | 45°16′54″ с. ш. 11°30′03″ в. д. |
| 712-012 | Вилла Сарачено                               | Агульяро                | Виченца   |      | 45°18′38″ с. ш. 11°35′12″ в. д. |
| 712-013 | Вилла Тьене                                  | Куинто-Вичентино        | Виченца   |      | 45°34′22″ с. ш. 11°37′47″ в. д. |
| 712-014 | Вилла Триссино (Меледо-Сарего)               | Сарего                  | Виченца   |      | 45°25′42″ с. ш. 11°24′49″ в. д. |
| 712-015 | Вилла Вальмарана (Лизьера)                   | Больцано-Вичентино      | Виченца   |      | 45°35′01″ с. ш. 11°36′41″ в. д. |
| 712-016 | Вилла Вальмарана (Вигардоло)                 | Монтичелло-Конте-Отто   | Виченца   |      | 45°34′58″ с. ш. 11°35′40″ в. д. |
| 712-017 | Вилла Бадоэр                                 | Фратта-Полезине         | Ровиго    |      | 45°01′48″ с. ш. 11°38′46″ в. д. |
| 712-018 | Вилла Барбаро                                | Мазер                   | Тревизо   |      | 45°48′20″ с. ш. 11°58′48″ в. д. |
| 712-019 | Вилла Эмо                                    | Веделаго                | Тревизо   |      | 45°42′43″ с. ш. 11°59′23″ в. д. |
| 712-020 | Вилла Дзено                                  | Чессальто               | Тревизо   |      | 45°42′11″ с. ш. 12°38′20″ в. д. |
| 712-021 | Вилла Фоскари (Мальконтента)                 | Мира                    | Венеция   |      | 45°26′07″ с. ш. 12°12′01″ в. д. |
| 712-022 | Вилла Пизани (Монтаньяна)                    | Монтаньяна              | Падуя     |      | 45°13′37″ с. ш. 11°28′07″ в. д. |
| 712-023 | Вилла Корнаро                                | Пьомбино-Дезе           | Падуя     |      | 45°36′14″ с. ш. 11°59′57″ в. д. |
| 712-024 | Вилла Сарего                                 | Сан-Пьетро-ин-Карьяно   | Верона    |      | 45°29′58″ с. ш. 10°55′32″ в. д. |
| 712-025 | Вилла Пьовене                                | Луго-ди-Виченца         | Виченца   |      | 45°44′48″ с. ш. 11°31′36″ в. д. |

### Прочие
Другие виллы спроектированные Палладио, но не включённые в перечень Всемирного наследия ЮНЕСКО:
| #                        | Имя                                     | Расположение            | Провинция                       | Координаты                         | Примечания                                                      |
| ------------------------ | --------------------------------------- | ----------------------- | ------------------------------- | ---------------------------------- | --------------------------------------------------------------- |
|                          | Вилла Мочениго (Марокко)                | Марокко, Мольяно-Венето | Венеция                         | 45°25′00″ с. ш. 11°25′00″ в. д.    | Разрушена                                                       |
| Wing of the Villa Thiene | Cicogna of Villafranca Padovana         | Padua                   | 45°30′11″ с. ш. 11°47′32″ в. д. | unfinished, built only a barchessa |                                                                 |
|                          | Вилла Репета                            | Campiglia dei Berici    | Виченца                         | 45°20′33″ с. ш. 11°32′23″ в. д.    | destroyed by a fire and rebuilt in other shape                  |
|                          | Villa Porto                             | Molina di Malo          | Виченца                         |                                    | unfinished                                                      |
|                          | Villa Porto                             | Vivaro di Dueville      | Виченца                         |                                    | uncertain attribution, but traditionally attributed to Palladio |
|                          | Вилла Контарини (итал. Villa Contarini) | Piazzola sul Brenta     | Padua                           | 45°32′38″ с. ш. 11°47′07″ в. д.    | the original core of the villa was probably by Palladio         |
|                          | Villa Arnaldi                           | Sarego                  | Виченца                         |                                    | unfinished                                                      |